# Святое озеро (Шатурский район)
Свя́тое — озеро ледникового происхождения в Московской области России, находится в центральной части городского поселения Шатура Шатурского района, севернее города Шатуры. Относится к Шатурской озёрной группе. Входит в тройку крупнейших озёр Подмосковья, имея площадь водного зеркала, достигающую 11,6—11,8 квадратного километра. Исток реки Большая Ушма. Глубина озера достигает 3,2 метра, но имеются глубокие ямы (около 8 метров) от земснаряда. Площадь водосборного бассейна — 72,4 км². Высота над уровнем моря — 120,7 м.

## Название
По легенде, озеро получило название из-за стоявшей посреди озера на острове церкви. Такие легенды связаны как минимум с несколькими озёрами с аналогичными названиями. Однако в данном случае в качестве доказательств местные жители показывали видневшиеся на отмели посередине озера черепки. Археологи нашли на этом месте следы пребывания древнего человека — остатки керамики, каменные наконечники стрел.

## Физико-географическая характеристика

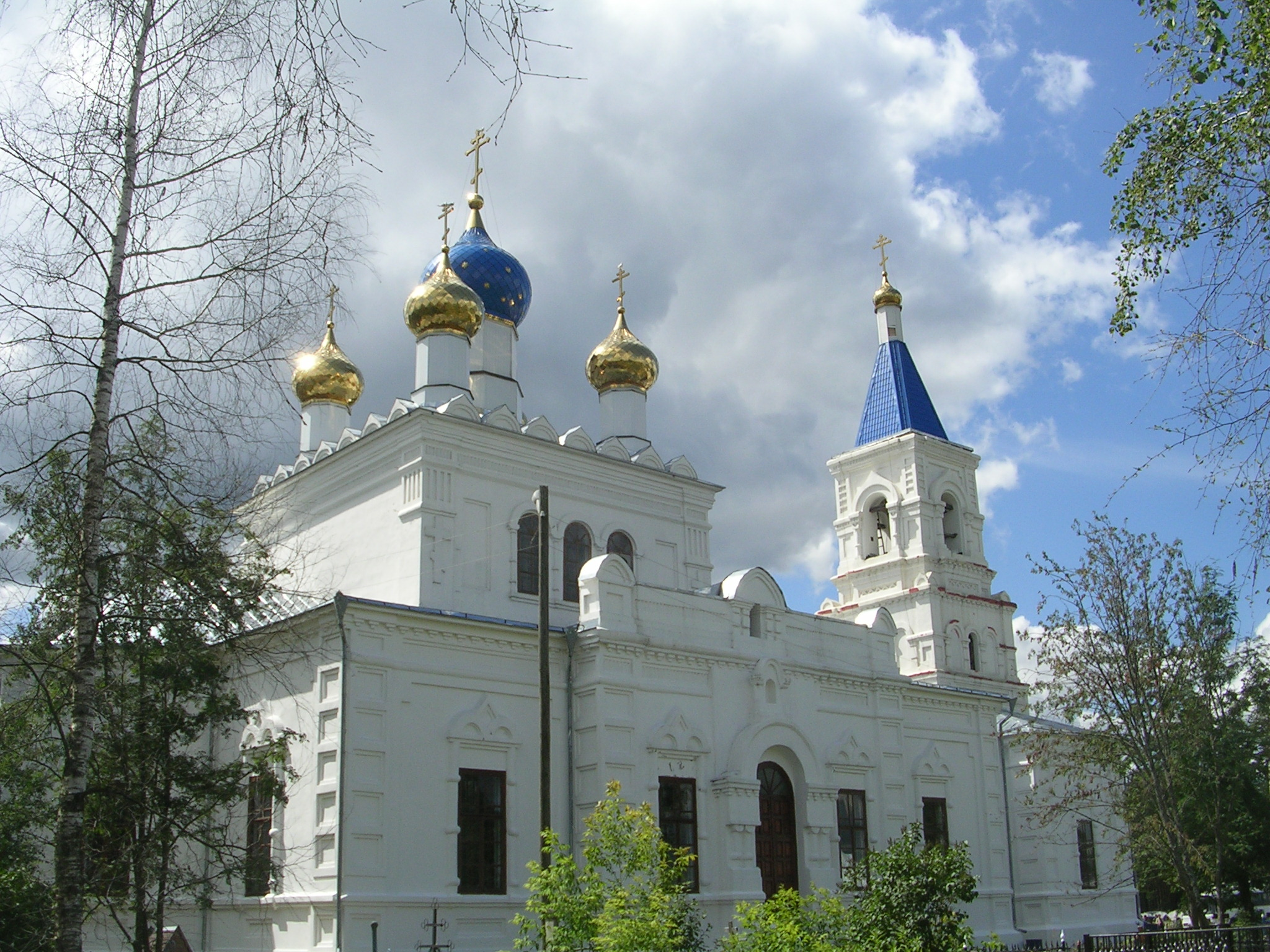
Спасо-Преображенский храм на возвышенном северо-западном берегу озера в Андреевских Выселках

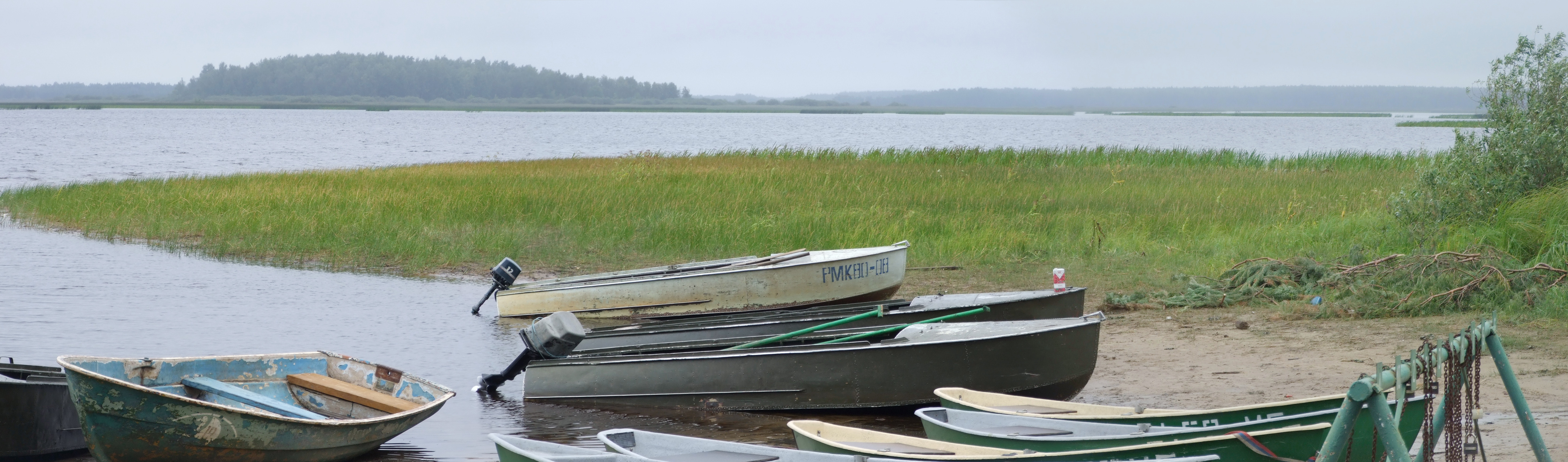
Лодки на берегу Святого озера

Озеро ледникового или карстового происхождения.
Для озера характерны отлогие, низкие берега. Северный и отчасти западный берега лесисты и сильно заболочены.
Озеро расположено среди торфяников и его вода имеет коричневатый цвет, который объясняется присутствием в её составе существенного количества фульвокислот и гуминовых кислот. Также в воде озера содержится относительно много хлора, что главным образом связано с антропогенным загрязнением промышленными сбросами.
Зарастаемость менее 20 %. Среди водной растительности распространены осока, камыш, тростник, элодея, ряска, стрелолист. В озере обитают щука, окунь, серебристый карась, плотва, судак, лещ, язь, линь (в задамбовой части), карп, толстолобик, сазан, белый амур, ёрш, уклея, ротан и густера. Донная фауна представлена различными видами ракушек, в озере обитают раки. Встречается ондатра и выдра.
На берегу озера расположились северные границы города Шатуры, посёлок Керва, деревни Андреевские Выселки, Митинская и Рыбхоз.
В общей сложности в Святое озеро впадает около 30 водотоков. Озеро соединено каналами с соседними озёрами: Белым, Муромским и Чёрным; вместе система озёр представляет собой водоём-охладитель Шатурской ГРЭС. Кроме того, озеро сообщается двумя канавами с ныне очень сильно заболоченным озером Чёрное-Спасское.

## Значение
Озеро богато рыбой, являясь популярным местом рыболовства. С туристической точки зрения озеро малопривлекательно. На берегу водоёма расположен дом отдыха.